# Hrabstwo Prince George

Piramida wieku hrabstwa

Hrabstwo Prince George – hrabstwo w USA, w stanie Wirginia, według spisu z 2000 roku liczba ludności wynosiła 33 047. Siedzibą hrabstwa jest Prince George.

## Geografia
Według spisu hrabstwo zajmuje powierzchnię 730 km², z czego 689 km² stanowią lądy, a 41 km² – wody.

### CDP
- Prince George